# Adams (Nebraska)
Adams – wieś w Stanach Zjednoczonych, w stanie Nebraska, w hrabstwie Gage.